# Giáo phận Chiang Rai
Giáo phận Chiang Rai (tiếng Thái: เขตมิสซังเชียงราย; tiếng Latinh: Dioecesis Chiangraiensis) là một giáo phận của Giáo hội Công giáo Rôma ở Thái Lan. Lãnh đạo đương nhiệm của giáo phận là Giám mục Giuse Vuthilert Haelom.

## Địa giới
Địa giới giáo phận bao gồm các tỉnh Chiang Rai, Nan, Phayao, Phrae và huyện Ngao thuộc tỉnh Lampang.
Tòa giám mục và Nhà thờ chính tòa Đức Mẹ Giáng sinh của giáo phận được đặt tại thành phố Chiang Rai.
Giáo phận bao phủ diện tích 37.839 km² à được chia thành 21 giáo xứ.

## Lịch sử
Giáo phận được thành lập vào ngày 25/4/2018 theo tông sắc Petitum est của Giáo hoàng Phanxicô, trên phần lãnh thổ tách ra từ Giáo phận Chiang Mai.

## Giám mục quản nhiệm
- Giuse Vuthilert Haelom, từ 25/4/2018

## Thống kê
Đến năm 2021, giáo phận có 25.596 giáo dân trên dân số tổng cộng 2.808.782, chiếm 0,9%.
| Năm  | Dân số   | Dân số    | Dân số | Linh mục      | Linh mục       | Linh mục      | Linh mục                | Phó tế | Tu sĩ     | Tu sĩ    | Giáo xứ |
| Năm  | giáo dân | tổng cộng | %      | linh mục đoàn | linh mục triều | linh mục dòng | tỉ lệ giáo dân/linh mục | Phó tế | nam tu sĩ | nữ tu sĩ | Giáo xứ |
| ---- | -------- | --------- | ------ | ------------- | -------------- | ------------- | ----------------------- | ------ | --------- | -------- | ------- |
| 2018 | 18.062   | 2.683.794 | 0,7    | 47            | 6              | 41            | 384                     |        |           | 51       | 16      |
| 2019 | 22.108   | 2.659.656 | 0,8    | 33            | 11             | 22            | 669                     |        | 23        | 79       | 19      |
| 2021 | 25.596   | 2.808.782 | 0,9    | 38            | 7              | 31            | 673                     |        | 39        | 50       | 21      |